# Louis Theroux
Louis Sebastian Theroux (Singapore, 20 mei 1970) is een Britse documentairemaker die behalve de Britse ook de Amerikaanse nationaliteit bezit.

## Biografie
Theroux is de jongste zoon van schrijver Paul Theroux. Louis' oudere broer Marcel is schrijver en televisiepresentator. Louis is de neef van acteur Justin Theroux. Hij groeide op in de buurt van Londen, woonde een tijd in de Verenigde Staten, maar keerde terug naar het Verenigd Koninkrijk. 
Louis studeerde moderne geschiedenis aan de Universiteit van Oxford. Hij begon in de Verenigde Staten te werken als journalist voor een Californische krant, zijn carrière als televisiemaker begon in 1995 bij Michael Moore's TV Nation. Later werd hij bekend voor zijn eigen documentaires over soms controversiële onderwerpen voor de BBC. In 2019 richtte hij, in samenwerking met o.a. zijn echtgenote,  het televisieproductiebedrijf Mindhouse op. Theroux maakte in 2020 en 2021 de podcasts Grounded voor BBC Radio 4.  

## Documentaires
In de documentaireserie Louis Theroux's Weird Weekends (1998–2000) zocht Theroux mensen of groepen mensen op met wie men normaliter niet snel in contact zou komen. In de meeste gevallen betekende dit interviews met mensen die er ongewone ideeën of een ongewone levenswijze op na houden. Het gaat echter ook over mensen die tot een subcultuur behoren waarvan het bestaan niet of nauwelijks bekend is of waar met een scheve blik naar wordt gekeken. In When Louis met...volgde en interviewde hij beroemdheden (2000 - 2002). 
Andere bekende documentaire(film)s van Theroux zijn onder andere:
- Louis, Martin & Michael (2003) (over zijn poging om Michael Jackson te interviewen)
- Louis and the Brothel (2003)
- Louis and the Nazis (2003)
- Louis Theroux: The Most Hated Family in America (2007) (over leden van de controversiële Westboro Baptist Church)
- Louis Theroux: Under The Knife (2007) (over plastische chirurgie)
- Louis Theroux: Gambling in Las Vegas (2007)
- Louis Theroux: Behind Bars (2008)
- Louis Theroux's: African Hunting Holiday (2008)
- Louis Theroux: Law & Disorder (2008)
- Louis Theroux: Killadelphia (over de gevaren van Philadelphia)
- Louis Theroux: The City Addicted to Crystal Meth (2009)
- Louis Theroux: A place for paedophiles (2009)
- Louis Theroux: America's Medicated Kids (2010)
- Louis Theroux: America's Most Hated Family In Crisis (2011)
- Louis Theroux: The Ultra Zionists (2011) (over joodse kolonisten in de Palestijnse Gebieden)
- Louis Theroux: Miami Mega Jail (2011)
- Louis Theroux: Extreme Love-Autism (2012)
- Louis Theroux: Extreme Love-Dementia (2012)
- Louis Theroux: Twilight of the Porn Stars (2012)
- Louis Theroux: Transgender Kids (2015)
- Louis Theroux: My scientology movie (2015) Langspeelfilm over Scientology die in 2017 de NME award voor beste film won.
- Louis Theroux: Drinking to Oblivion (2016)
- Louis Theroux: A Different Brain (2016)
- Louis Theroux: Savile (2016)
- Dark States: Heroin Town (2017)
- Dark States: Trafficking Sex (2017)
- Dark States: Murder in Milwaukee (2017)
- Talking to Anorexia (2017)
- Altered States: Love Without Limits (2018)
- Altered States: Choosing Death (2018)
- Altered States: Take My Baby (2018)
- The Night in Question (2019)
- Life on the Edge (2020)
- Louis Theroux: forbidden America (2022)
- Louis Theroux: The Settlers (2025)

## Boeken
In 2005 bracht Theroux een boek uit, The Call of the Weird, waarin hij terugkeert naar de Verenigde Staten om te beschrijven hoe het verder is gegaan met de mensen die hij eerder in zijn tv-programma's portretteerde.
In 2019 verscheen zijn autobiografie, Gotta Get Theroux This: My life and strange times in television geheten. De Nederlandse vertaling kwam uit onder de titel Geen taboe voor Theroux.
In 2022 kwam Huisarrest uit, een dagboek dat hij schreef tijdens de lockdowns gedurende de coronapandemie in 2020 en 2021. In het Engels verscheen dit boek als Theroux The Keyhole.

## Prijzen
- 1996: Emmy Awards (nominatie)
- 2001 en 2002: British Academy Television Awards
- Royal Television Society Television Award